# Tenuipalpus rhizophorae
Tenuipalpus rhizophorae är en spindeldjursart som beskrevs av De Leon 1967. Tenuipalpus rhizophorae ingår i släktet Tenuipalpus och familjen Tenuipalpidae. Inga underarter finns listade i Catalogue of Life.